# Burg Mühlenbach (Mühlenbach)
Die Burg Mühlenbach ist eine abgegangene Höhenburg bei 397 m ü. NN auf dem „Birkle“ oberhalb der Gemeinde Mühlenbach im Ortenaukreis in Baden-Württemberg.
Die Burg wurde von den Herren von Büchern im 13. Jahrhundert erbaut, um 1313 erwähnt, zerstört und ist nach 1452 verfallen. Von der ehemaligen Burganlage sind noch zwei Gräben erhalten.